# 2871 Schober
2871 Schober è un asteroide della fascia principale. Scoperto nel 1981, presenta un'orbita caratterizzata da un semiasse maggiore pari a 2,2577533 UA e da un'eccentricità di 0,1397463, inclinata di 5,77752° rispetto all'eclittica.